# Diaphus lucidus
Diaphus lucidus es una especie de pez linterna perteneciente al género Diaphus,  de la subfamilia Lampanyctinae. Fue descrita por Goode & Bean en 1896.
Especie inofensiva para el ser humano.

## Descripción
Longitud estándar de 11,8 centímetros.

## Distribución y hábitat
Se distribuye por Marruecos y Angola. Desde Estados Unidos hasta Argentina. En aguas ecuatoriales y al oeste. En mares del sudeste asiático y al norte, mar de China Meridional. Puede alcanzar profundidades de 2999 metros.